# Nierówność Kołmogorowa
Nierówność Kołmogorowa – nierówność leżąca u podstaw wielu twierdzeń granicznych (np. niektóre prawa wielkich liczb). Szczególnym przypadkiem tej nierówności (tzn. dla jednej zmiennej losowej) jest nierówność Czebyszewa.

## Nierówność Kołmogorowa
Jeżeli zmienne losowe {\displaystyle \xi _{1},\dots ,\xi _{n}} są niezależne i całkowalne z kwadratem, to dla każdego {\displaystyle \varepsilon >0} prawdziwa jest nierówność
{\displaystyle P(\max _{1\leqslant k\leqslant n}\left|\sum _{j=1}^{k}{\big (}\xi _{j}-E\xi _{j}{\big )}\right|\geqslant \varepsilon )\leqslant {\frac {1}{\varepsilon ^{2}}}\sum _{k=1}^{n}D^{2}\xi _{k},}
gdzie {\displaystyle D^{2}\xi } oznacza wariancję zmiennej {\displaystyle \xi .}